# Ching – Das Geheimnis des schwarzen Schwertes
Ching – Das Geheimnis des schwarzen Schwertes (auch genannt The Darkest Sword) ist ein 1970 in Taiwan gedrehter Action- und Martial-Arts-Film mit Ching-Ching Chang und Pin Chiang.

## Handlung
Tun-Shan ist betrübt, weil er unabsichtlich einen Feind getötet hat und nicht mehr kämpfen will. Dann zerstört er sein Schwert. Unterdessen überzeugt Su-Chen, die in ihn verliebt ist, ihn, wieder zu kämpfen.

## Rezeption
- Lexikon des internationalen Films: Studio-Eastern mit sprunghafter Handlung und ebenso sorgfältiger wie eigenwilliger Farbfotografie.[2]